# Asplenium ludens
Asplenium ludens är en svartbräkenväxtart som beskrevs av Bak. Asplenium ludens ingår i släktet Asplenium och familjen Aspleniaceae. Inga underarter finns listade.